# IC 198
IC 198 је спирална галаксија у сазвјежђу Рибе која се налази на листи објеката дубоког неба у Индекс каталогу.
Деклинација објекта је + 9° 17' 46" а ректасцензија 2h 6m 3,1s. Привидна величина (магнитуда) објекта IC 198 износи 13,8 а фотографска магнитуда 14,7. Налази се на удаљености од 103,087 милиона парсека од Сунца. IC 198 је још познат и под ознакама UGC 1592, MCG 1-6-40, CGCG 413-40, PGC 8011.